# 松平信光
松平信光（生年不詳－卒年不詳）是室町時代中期至日本戰國時代初期的武將。三河松平氏第3代當主，岩津松平家的家祖。
在『朝野舊聞裒藁』和江戶時期的系譜類中記載是第2代當主松平泰親之子，但是在『松平由緒書』中則記載是初代當主松平親氏之子。生母是賀茂氏系的松平信重的女兒。依據當時的資料記載，是源姓新田氏或者賀茂朝臣。

## 生平
系譜史料中可以確認的最早的松平氏當主是是信光。因為缺乏信光以前的系譜，關於松平氏的興起缺乏史據考證。
信光是三河的土豪和被官，在應仁之亂期間仕於室町幕府的政所執事伊勢貞親。寬正元年（1461年），攻滅保久城的山下庄左衛門。寬正6年（1465年）5月因三河守護細川成之的邀請，以貞親被官的身份受第8代將軍足利義政的命令鎮壓額田郡一揆（『親元日記』）。
與駿河今川氏的分家關口氏的關口滿興一同進攻岩略寺城，攻陷城池後由十一男親則擔任城主。
把女兒嫁給東三河的有力武將、同為伊勢氏被官的戶田宗光而聯姻。在應仁之亂中從屬於東軍，奇襲並奪取了西軍方的畠山氏一門畠山加賀守的據點安祥城。進入日本戰國時代，進駐安祥城，在西三河構築勢力，成為松平氏晉身戰國大名的基礎。建築瀧村萬松寺和岩津信光明寺等，最後在安祥城死去。

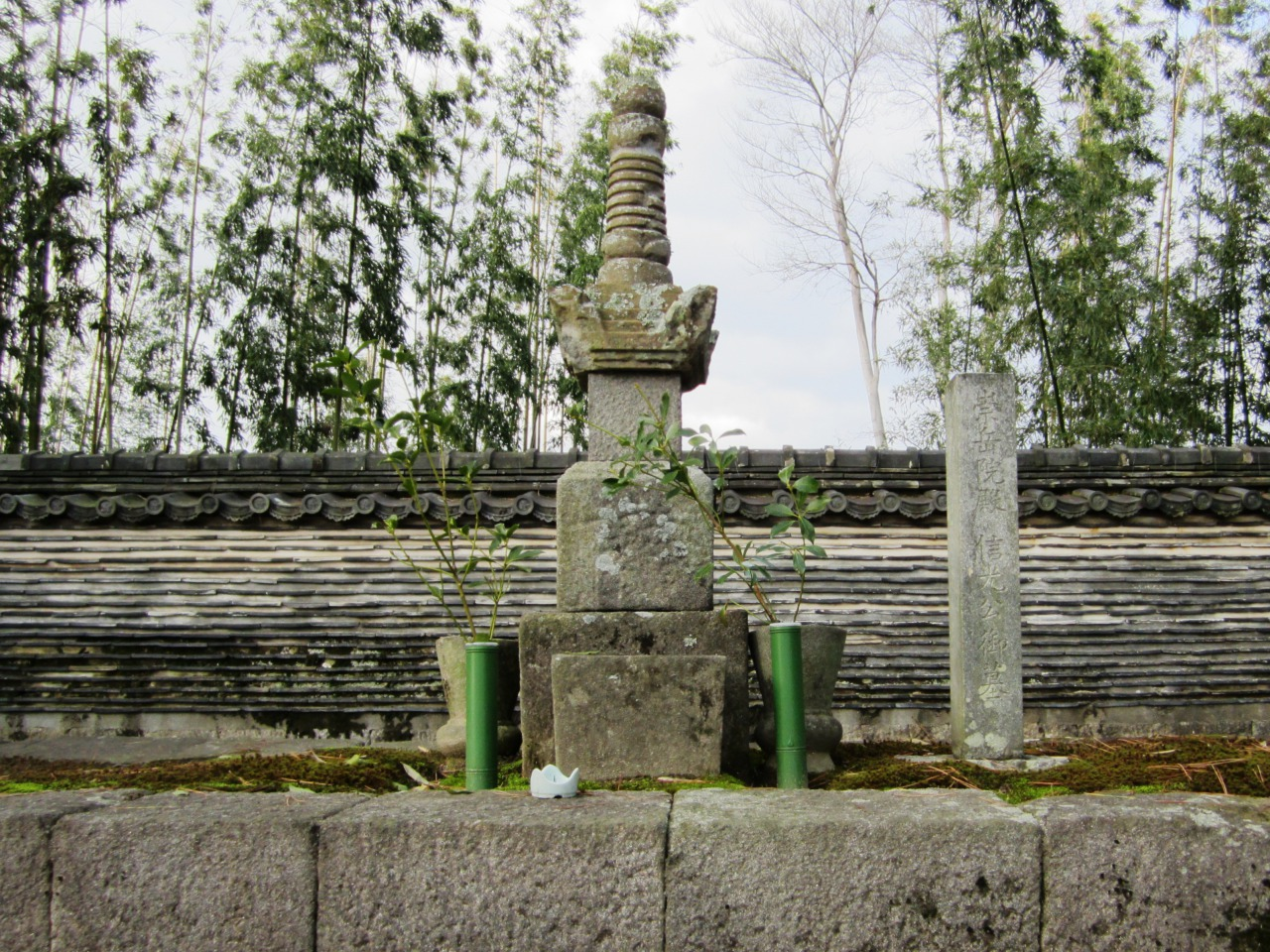
大樹寺內松平八代墓中信光的墓

## 關於信光的生卒年
信光的生卒年有諸多異説：
- 應永20年（1413年）－長享2年7月22日（1488年8月29日），享年76歲
- 應永11年（1404年）－長享2年7月22日（1488年8月29日），享年85歲
- 應永8年（1401年）－長享3年7月23日（1489年8月30日），享年89歲

因缺乏確實證據，無法確認。
不過由於文龜元年（1501年）12月26日的《大樹寺勤行式定》中記載月堂（信光）的月忌為22日，可知信光逝世的日期是舊曆22日。